# Pseudomys bolami
Pseudomys bolami és una espècie de mamífer rosegador de la família dels múrids. És endèmic d'Austràlia (Austràlia Occidental i Austràlia Meridional). Es tracta d'un animal nocturn. Els seus hàbitats naturals són els matollars i els boscos. És una espècie en risc mínim, és a dir, no sembla que hi hagi cap amenaça significativa per a la seva supervivència. Aquest tàxon fou anomenat en honor del naturalista afeccionat australià Anthony Gladstone Bolam.